# Tomröven
Tomröven är en sjö i Åre kommun i Jämtland och ingår i Indalsälvens huvudavrinningsområde. Sjön har en area på 0,139 kvadratkilometer och ligger 674,3 meter över havet. Tomröven ligger i Vålådalen Natura 2000-område.

## Delavrinningsområde
Tomröven ingår i det delavrinningsområde (700355-136571) som SMHI kallar för Utloppet av Tomröven. Medelhöjden är 721 meter över havet och ytan är 2,33 kvadratkilometer. Det finns inga avrinningsområden uppströms utan avrinningsområdet är högsta punkten. Vattendraget som avvattnar avrinningsområdet har biflödesordning 4, vilket innebär att vattnet flödar genom totalt 4 vattendrag innan det når havet efter 324 kilometer. Avrinningsområdet består mestadels av skog (73 procent) och sankmarker (15 procent). Avrinningsområdet har 0,14 kvadratkilometer vattenytor vilket ger det en sjöprocent på 6 procent.